# Zakamiensk
Zakamiensk – miasto w Rosji, w Buriacji, 420 km na południowy zachód od Ułan-Ude. W 2009 liczyło 13 136 mieszkańców.

## Galeria

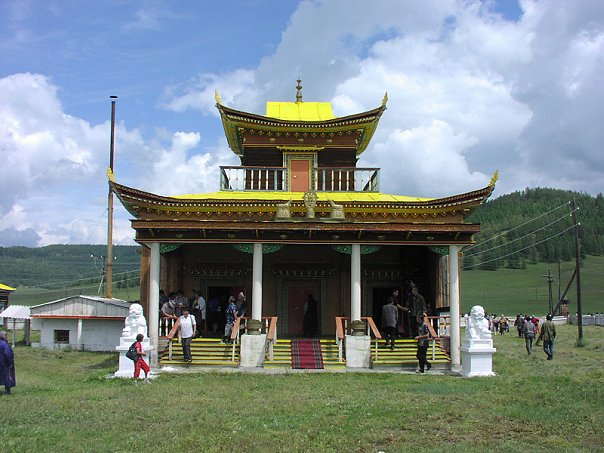
Pagota
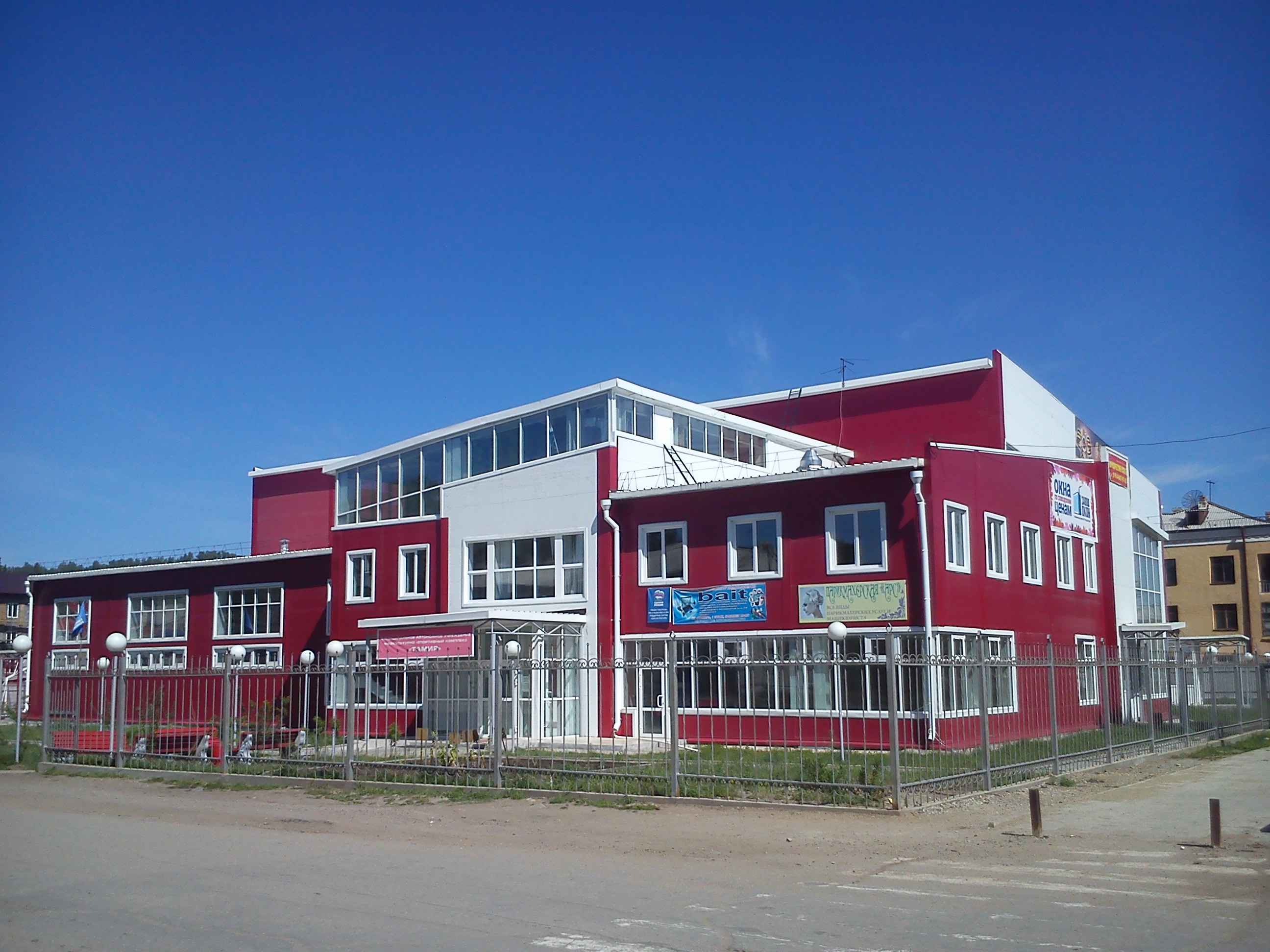
Kompleks sportowy Tamir
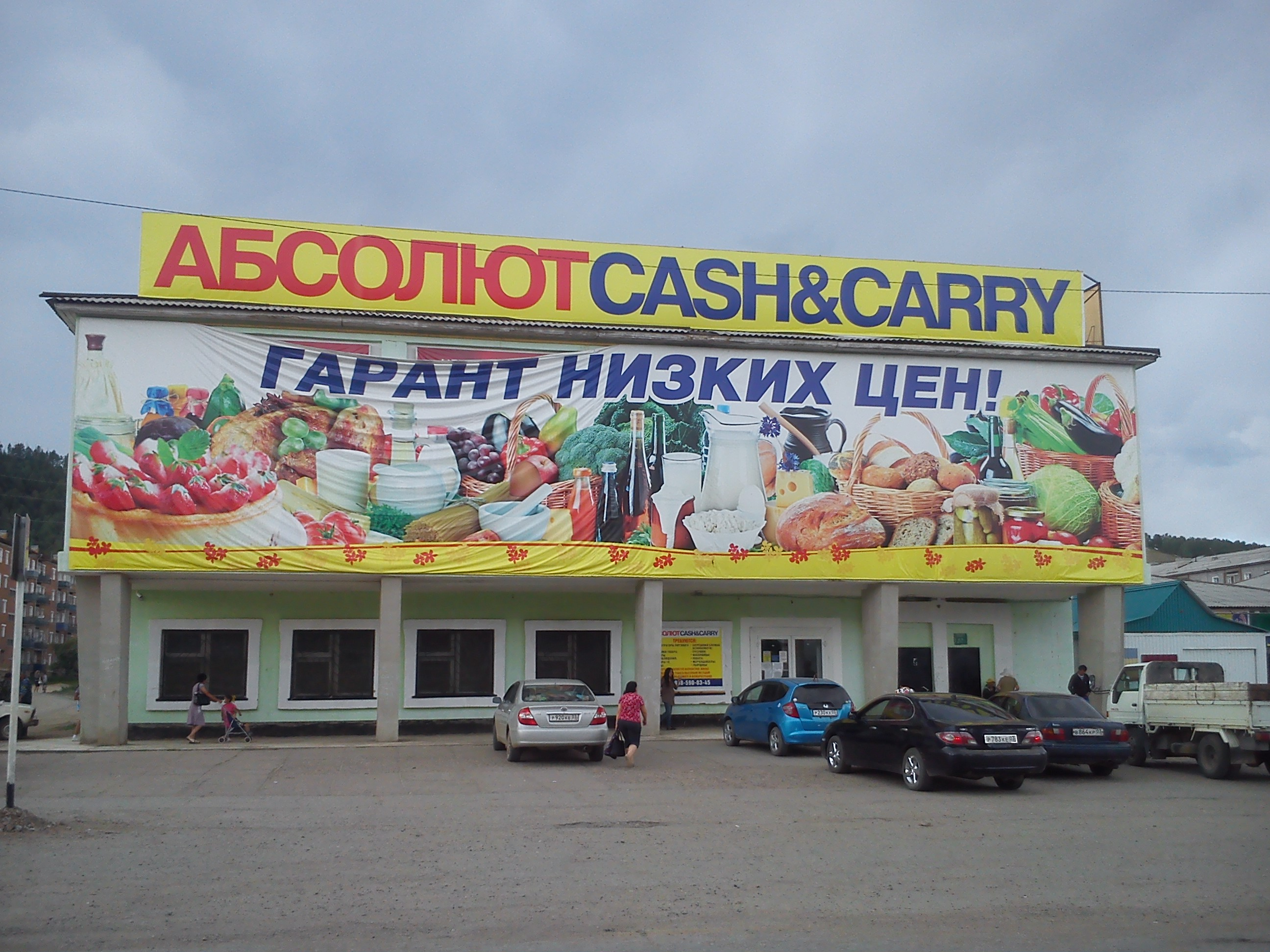
Supermarket Absolut